# Elophila melagynalis
Elophila melagynalis là một loài bướm đêm trong họ Crambidae.